# Parafia św. Józefa Robotnika w Nieboczowach

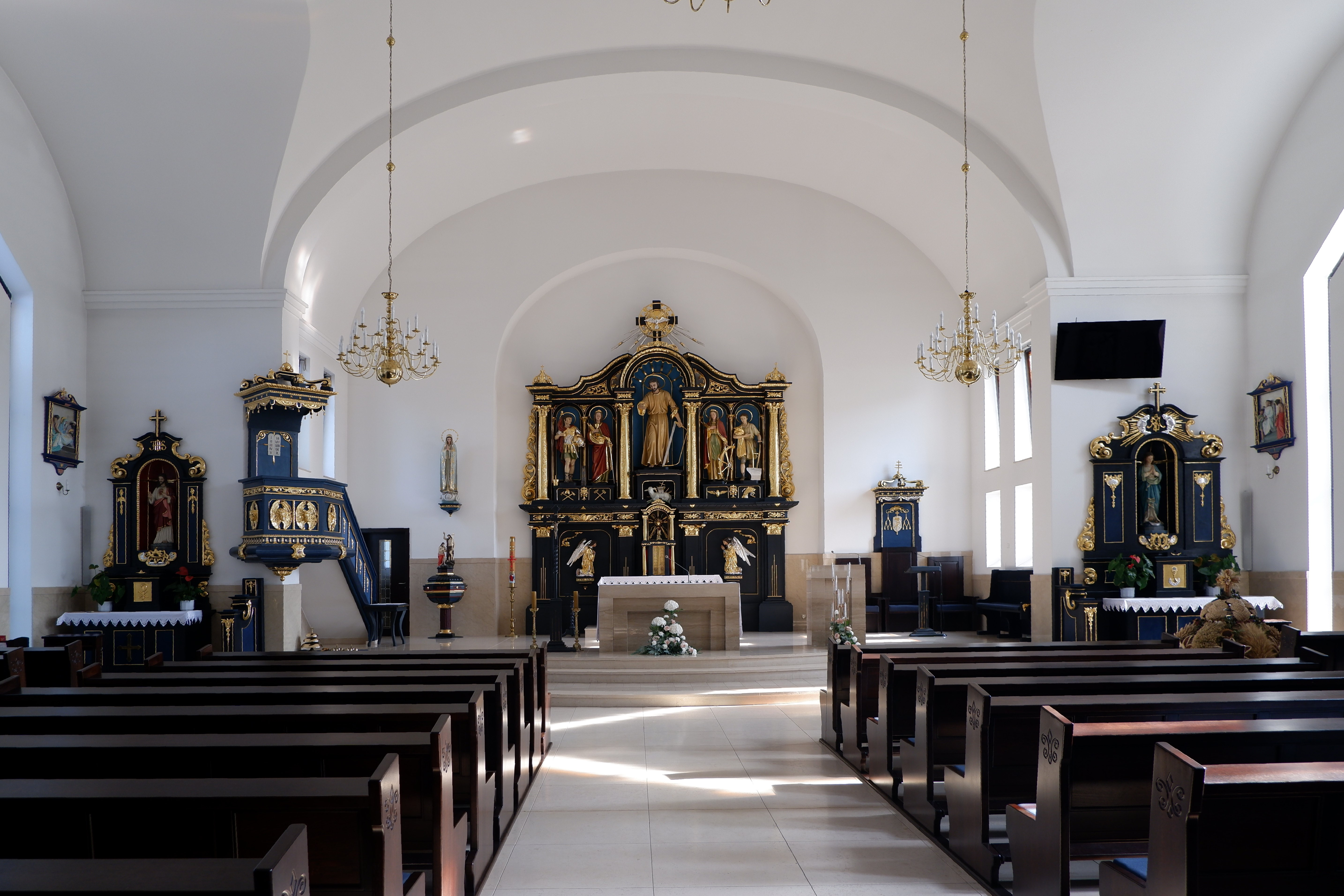
Wnętrze nowego kościoła parafialnego

Parafia św. Józefa Robotnika w Nieboczowach należy do dekanatu Pogrzebień w archidiecezji katowickiej.

## Historia parafii
W 1931 utworzono lokalię – wydzieloną z parafii Brzezie.
1 sierpnia 1991 biskup katowicki Damian Zimoń erygował samodzielną parafię pw. św. Józefa Robotnika w Nieboczowach.
W 2013 r. abp Wiktor Skworc mianował na administratora parafii ks. Mariusza Pacwę, który w 2015 r. został proboszczem.
Zadaniem nowo mianowanego proboszcza była budowa nowego kościoła oraz przeniesienie parafii do wsi w nowej lokalizacji – miejscowość przeznaczono do likwidacji, gdyż znajdowała się na terenie planowanego zbiornika przeciwpowodziowego Racibórz Dolny, a odtworzono na terenie miejscowości Syrynia.
1 kwietnia 2017 r. do parafii włączono ulice Kolejową i Raciborską – wyłączone z parafii Syrynia.

### Drewniany kościół św. Józefa Robotnika (przeniesiony do Chorzowa)

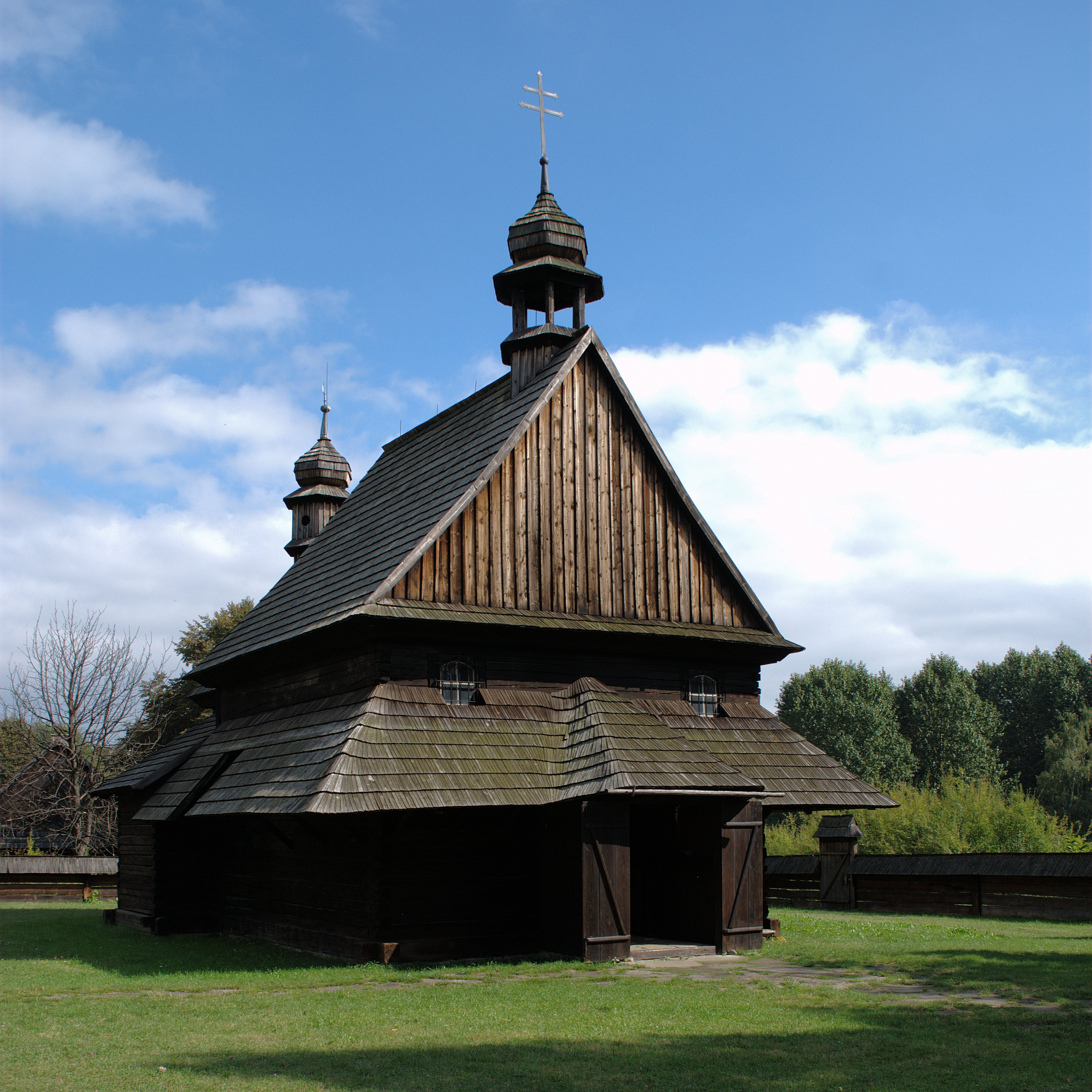
Kościół z Nieboczów, w parku etnograficznym w Chorzowie

W 1390 r. wybudowano w Nieboczowach kaplicę, a w 1791 r. dokonano jej rozbudowy jako kościoła.
W 1971 r. kościół został przeniesiony do Kłokocina, a w 1995 r. do parku etnograficznego w Chorzowie. 28 września 1997 świątynia została konsekrowana.

### Nieistniejący kościół wStarych Nieboczowach

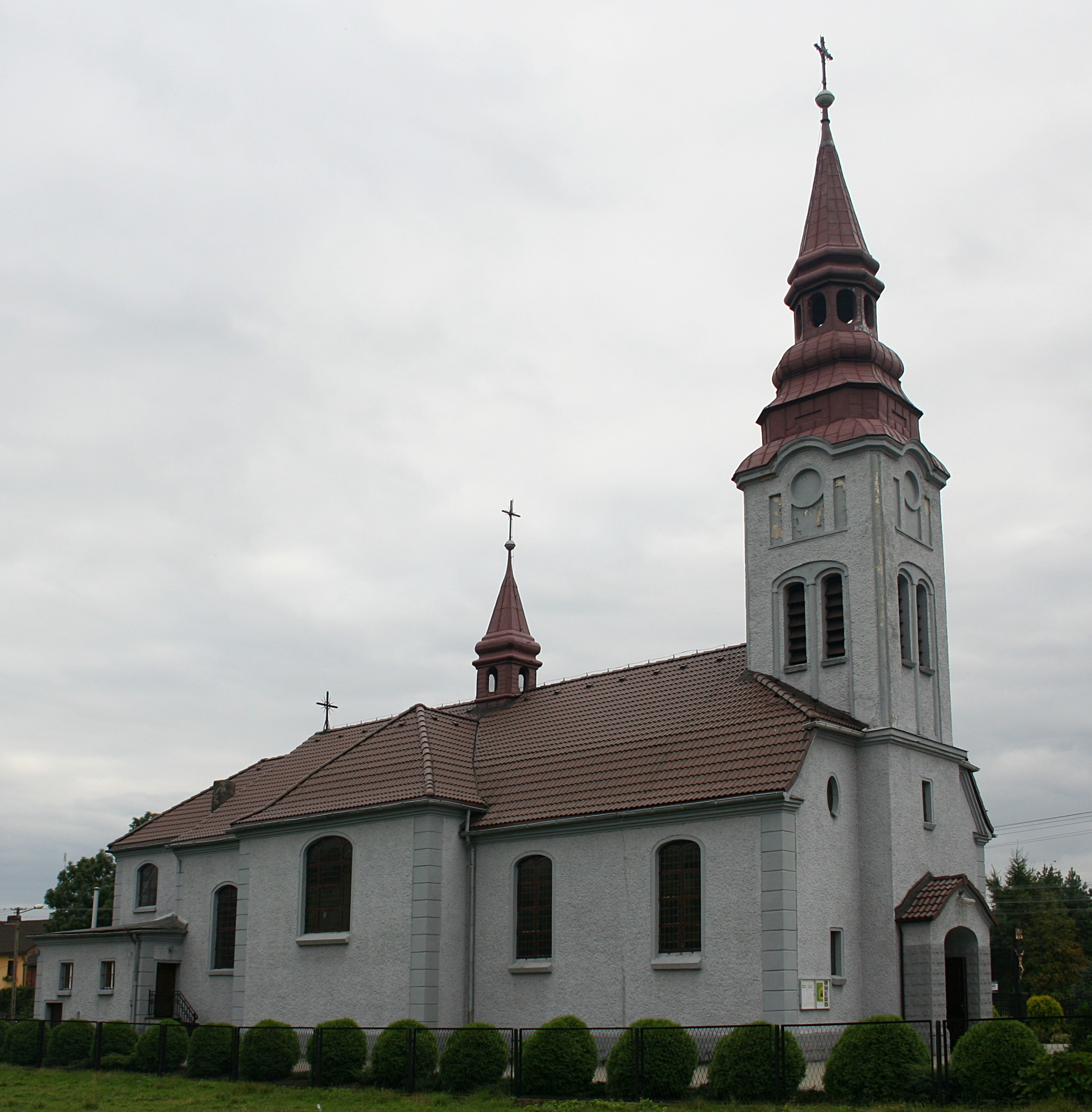
Nieistniejący kościół parafialny w Starych Nieboczowach

W latach 1929-1931 w Nieboczowach zbudowano murowany kościół pw. św. Józefa Robotnika. 
Kościół poświęcono 30 listopada 1930r.; w latach 1957–1959 świątynię rozbudowano oraz urządzono wnętrze.
W 2016 r. odprawiono w nim ostatnią mszę; w listopadzie tego roku świątynia została zdesakralizowana, a jej właścicielem stał się Skarb Państwa, którego przedstawicielem został Regionalny Zarząd Gospodarki Wodnej w Raciborzu. 
Wyburzenie dawnego kościoła miało nastąpić w maju 2017 r., lecz w kościele odkryto gniazda nietoperzy, w związku z tym, termin rozbiórki wyznaczono na październik.
5 czerwca 2017 r. ok. 5:00 rano wybuchł pożar dawnego kościoła, który gasiło 12 jednostek straży pożarnej.
Po ugaszeniu pożaru rozpoczęła się rozbiórka obiektu. 

### Nowy kościół parafialny
Bryła nowego kościoła nawiązuje do dwóch poprzednich nieboczowskich kościołów. 
Budynek może pomieścić ok. 300 osób.
Kościół budowano około dwa lata. Wyposażenie m.in. ołtarze, organy, ambona, stacje drogi krzyżowej, konfesjonał oraz trzy dzwony pochodzą ze starego kościoła.
Nad zakrystią oraz na poddaszu mieści się plebania.
11 listopada 2016 r. w nowym kościele odprawiono pierwszą mszę Święta, a 8 września 2018 r. abp Wiktor Skworc dokonał uroczystego poświęcenia kościoła oraz całej wsi.

## Księża pracujący w parafii

### Administratorzy
- ks. Piotr Pawełczyk – administrator lokalii (1931–1934)
- ks. Jan Grzonka – administrator lokalii (1934–1937)
- ks. Jerzy Rother – kuratus (1937–1956)
- ks. Stanisław Łowisz (1956–1987)
- ks. Mariusz Pacwa (2013–2015)[3]

### Proboszczowie
- ks. Bernard Macioń (1987–2004)
- ks. Janusz Rudzki (2004–2013)
- ks. Mariusz Pacwa proboszcz (2015 – )[3]